# Lasioglossum platyparium
Lasioglossum platyparium là một loài Hymenoptera trong họ Halictidae. Loài này được Robertson mô tả khoa học năm 1895.